# Begegnungsverkehr

Schild „Dem Gegenverkehr Vorrang gewähren“

Begegnungsverkehr ist die Bezeichnung für zwei unterschiedliche Sachverhalte: zum einen eine allgemeine Bezeichnung für Begegnen und Vorbeifahren zwischen entgegengekommenen Fahrzeugen, in gleicher Fahrtrichtung auch für Aufholen und Überholen, und speziell bei LKW-Speditionen ein „Treffen in der Mitte mit Frachtübergabe“, genannt Begegnungsverkehr im Straßengüterverkehr.

## Vorbeifahrten und Überholen
Zwei Verkehrsmittel begegnen sich auf einem (relativ schmalen) Verkehrsweg und fahren aneinander vorbei. Eine breitere Stelle auf einer ansonsten einspurigen Verkehrsstrecke nennt man Ausweiche oder Ausweichstelle. Man unterscheidet zwei Formen der Begegnung: die Begegnung in unterschiedlichen Richtungen (Vorbeifahrten) und das Überholen. Je nach Länge der Ausweiche und nach Geschwindigkeitsdifferenz der beiden Beteiligten muss das langsamere Fahrzeug anhalten, um dem schnelleren Fahrzeug das Überholen zu ermöglichen.
- Um Begegnungsverkehr in Tunneln zu vermeiden, baut man nach Möglichkeit eine Tunnelröhre pro Fahrtrichtung (bei mit Hochgeschwindigkeit von Zügen befahrenen Tunneln ist dies wegen der Druckwelle vor und des Soges hinter einem Zug unerlässlich).
- Zwei Schiffe fahren auf einer Wasserstraße aneinander vorbei. Gerade wenn die Begegnungsstelle in einer Flussbiegung liegt oder wenn sich zwei große Schiffe begegnen, deren Breite fast die gesamte Fahrrinne ausfüllt, kann dies navigatorisch anspruchsvoll sein. An manchen Flussabschnitten gibt es Ausweichbereiche, wo das Fahrwasser breiter ist. Zum Beispiel ist (Stand Mai 2013) an der Unterelbe eine sieben Kilometer lange und 400 m breite Ausweichstelle geplant.[1]
- Auf mehrgleisigen Eisenbahnstrecken können sich Züge gefahrlos begegnen (Druckproblem im Tunnel siehe oben). Es gibt nur eine Besonderheit: Einige alte Eisenbahnbrücken sind nicht darauf ausgelegt, zwei Züge gleichzeitig zu tragen.[2]

## Begegnungsverkehr im Straßengüterverkehr
Eine vor allem im (Straßen)-Güterverkehr auf längeren Strecken angewendete Form des Hauptlaufes. Hierfür wird ein Treffpunkt (Begegnungspunkt) in der Mitte zweier räumlich gegenläufiger Lkw-Touren abgestimmt, um dort die Ladung bzw. die Auflieger der Lkw im Ganzen zu tauschen. Die Fahrzeuge bringen daraufhin die zweite Hälfte der Tour des anderen Fahrzeuges zu Ende. Als Treffpunkte eignen sich beispielsweise Park- und Rastplätze entlang von Fernstraßen, zum Beispiel öffentliche Rastplätze, Parkplätze privater Parkplatzanbieter oder Autohöfe. 
Vorteile
- Ökonomische Vorteile: Teilnehmer am Begegnungsverkehr profitieren monetär durch Vermeidung von Leerfahrten sowie durch eine erhöhte Auslastung ihrer Lkw im Zweischichtbetrieb.
- Zeitliche Vorteile: Werden entlang von längeren Transportrouten mehrere Wechselpunkte organisiert, so kann die Ware insgesamt schneller vom Sender zum Empfänger transportiert werden. Unabhängig von den Lenk- und Ruhezeiten der einzelnen Fahrzeugführer ist die Ladung immer in Bewegung.
- Soziale Vorteile: Am Ende einer Schicht befinden sich die Fahrzeugführer idealerweise wieder an ihrem Heimatort. Ruhepausen müssen nicht auf Rastplätzen verbracht werden.
- Ökologische Vorteile: Durch Vermeidung von Leerfahrten auf dem Rückweg und durch Vermeidung von Rastplatzsuchverkehr werden die Lkw-Kapazitäten ökologisch effizienter eingesetzt.

Heutige Anwendung
Lkw-Begegnungsverkehre werden bei größeren Speditionen statisch speditionsintern und in kleinerem Ausmaß in Kooperationen praktiziert.

## Belege
1. ↑  Carolin Fromm: Den Hafen sicher machen. NDR, 8. Mai 2013, archiviert vom Original am 29. Dezember 2014; abgerufen am 19. Februar 2015.
2. ↑  Bahn verschweigt Zuggewicht. RP online, 29. April 2011, abgerufen am 19. Februar 2015 (Zeitungsartikel zur Müngstener Brücke).
3. ↑  Frank Balsliemke: Logistiksysteme zur integrierten Distribution und Redistribution. DUV, 2004, ISBN 3-8244-8185-5, S. 76.